# Philothermopsis punctata
Philothermopsis punctata là một loài bọ cánh cứng trong họ Cerylonidae. Loài này được Sen Gupta miêu tả khoa học năm 1973.